# World Scientific
World Scientific é uma empresa de publicação acadêmica de Singapura fundada em 1981 e creditada pela distribuição de mais de 500 obras científicas, técnicas e medicinais. Ainda, é responsável por cerca de 150 jornais e revistas dedicadas a vários campos da ciência.